# David Kutyauripo
David Kutyauripo (Salisbury, 7 marzo 1979) è un ex calciatore zimbabwese, di ruolo difensore.